# Cremnophila nutans
Cremnophila nutans är en fetbladsväxtart som beskrevs av Joseph Nelson Rose. Cremnophila nutans ingår i släktet Cremnophila och familjen fetbladsväxter. Inga underarter finns listade i Catalogue of Life.